# Средни-Колиби
Средни-Колиби (болг. Средни колиби) — село в Болгарии. Находится в Великотырновской области, входит в общину Елена. Население составляет 46 человек (2022).

## Политическая ситуация
Средни-Колиби подчиняется непосредственно общине и не имеет своего кмета.
Кмет (мэр) общины Елена — Сашо Петков Топалов (Болгарская социалистическая партия (БСП)) по результатам выборов в правление общины.

## Фото

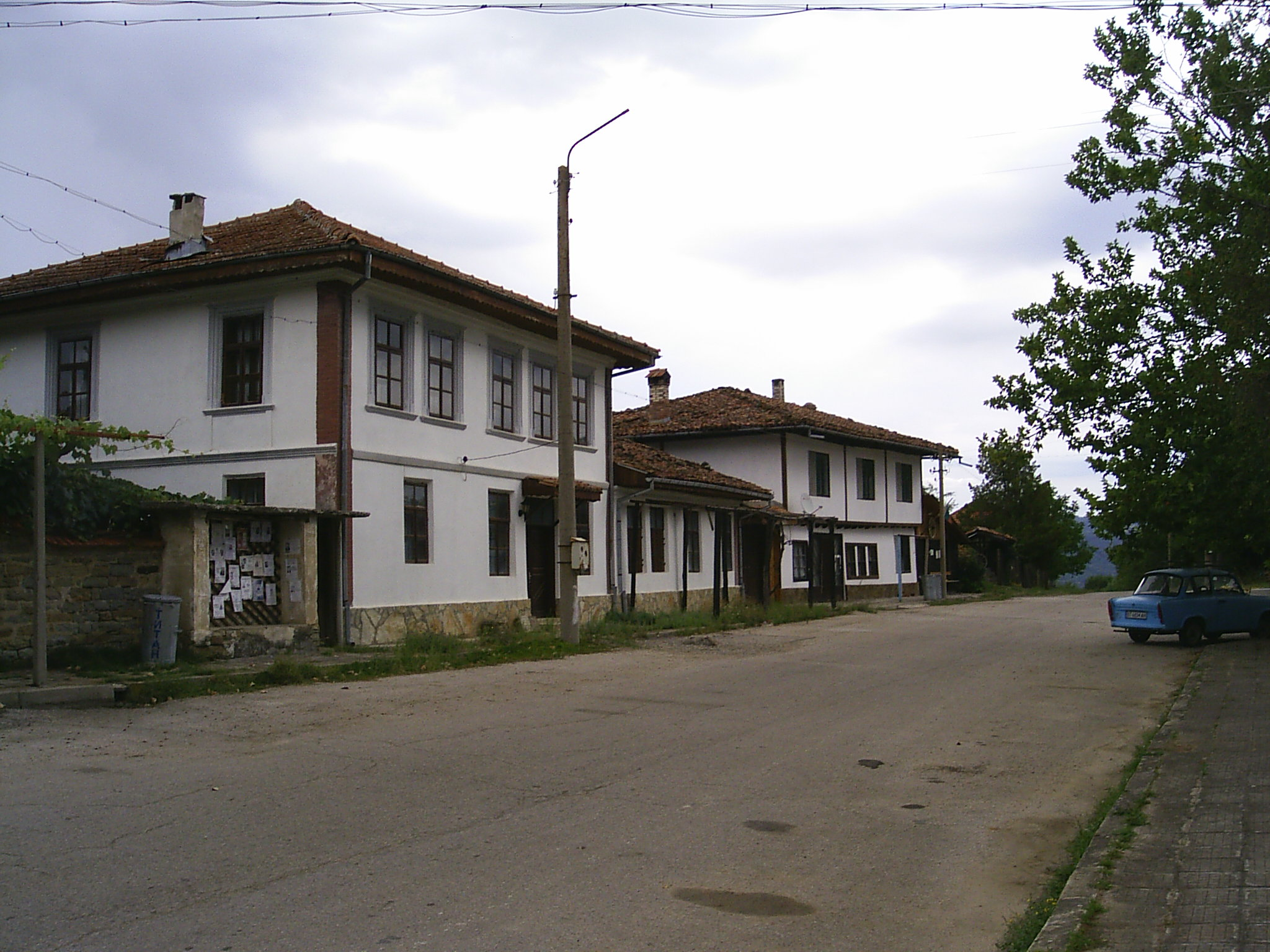
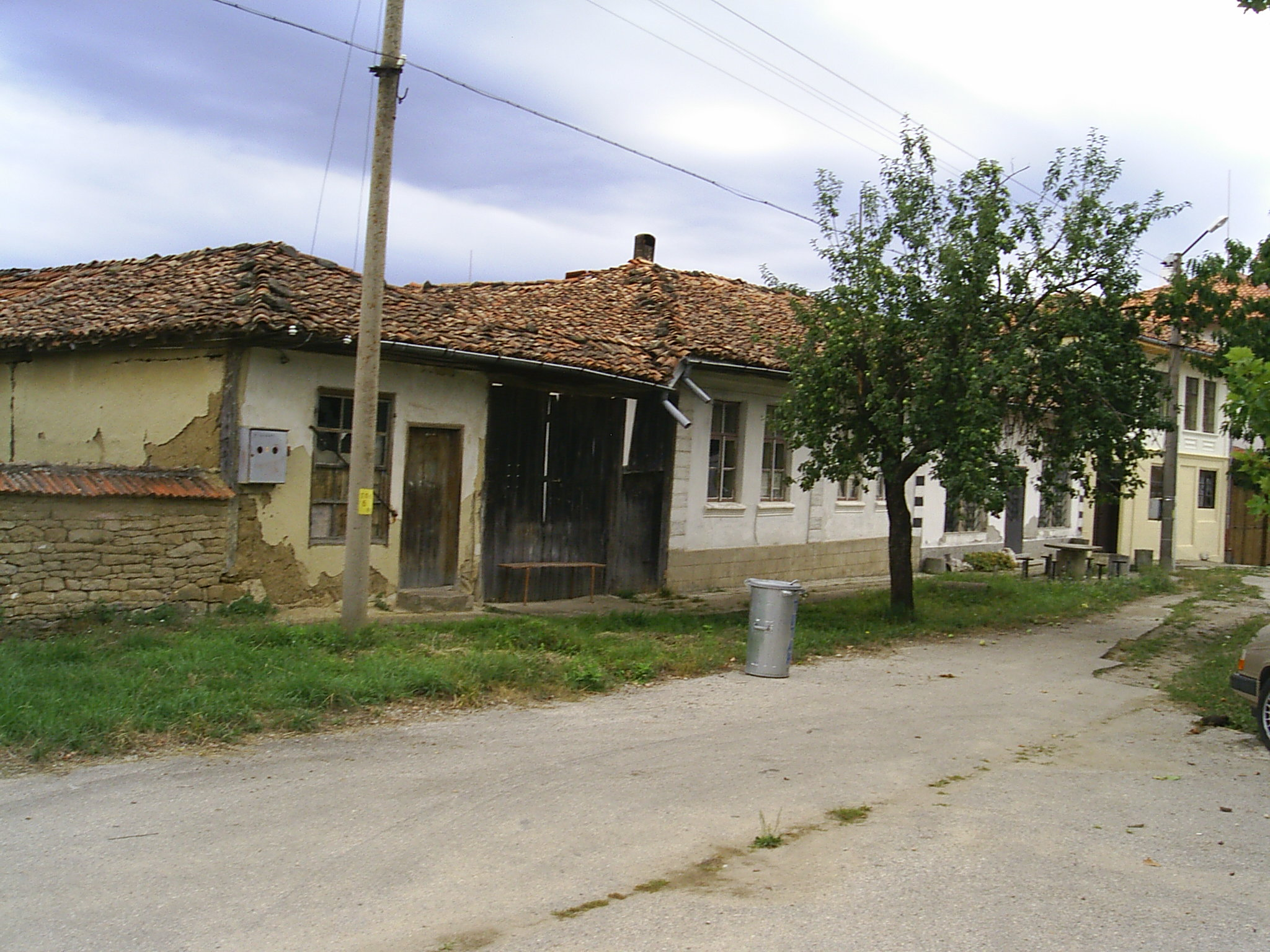
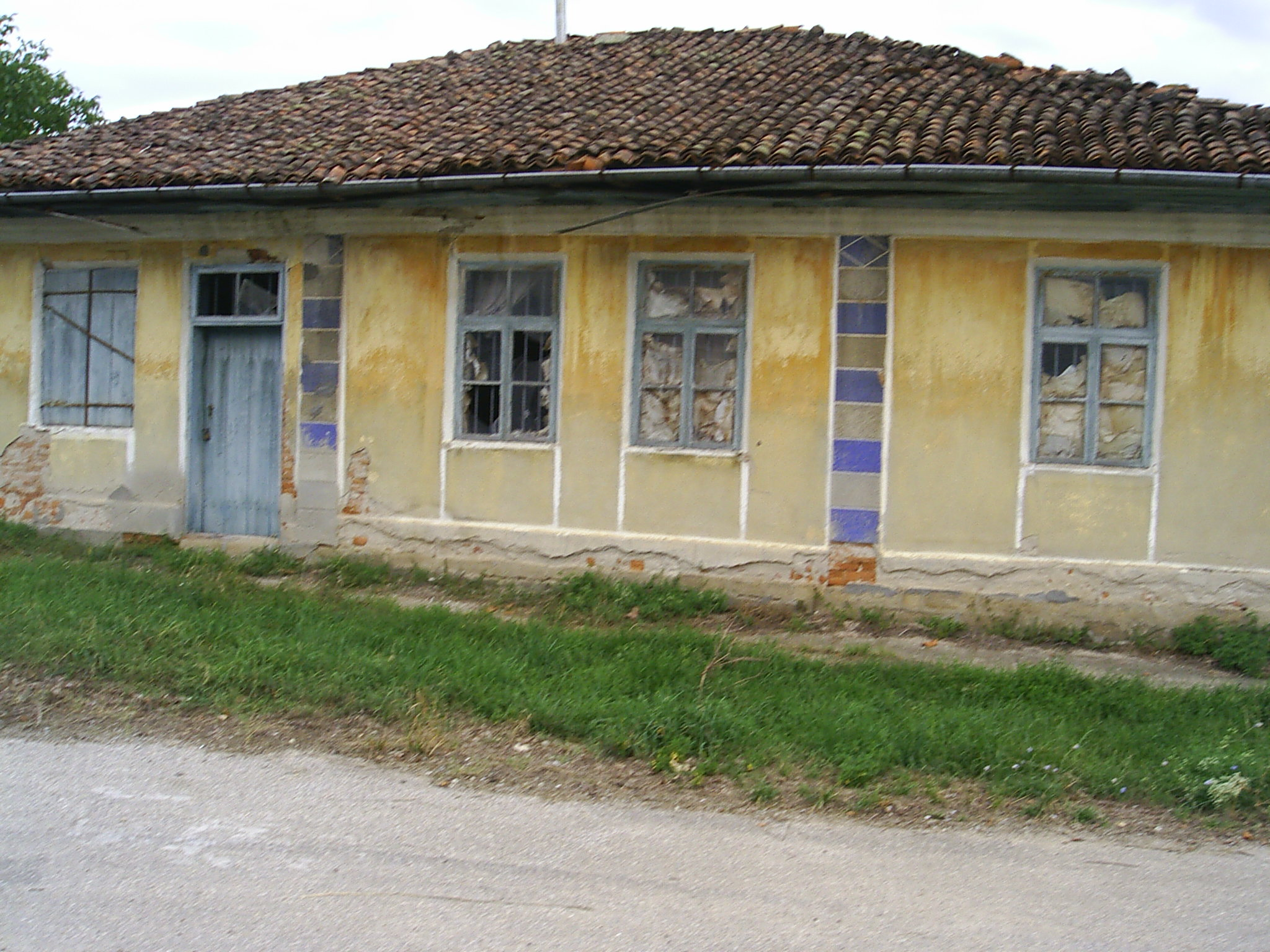
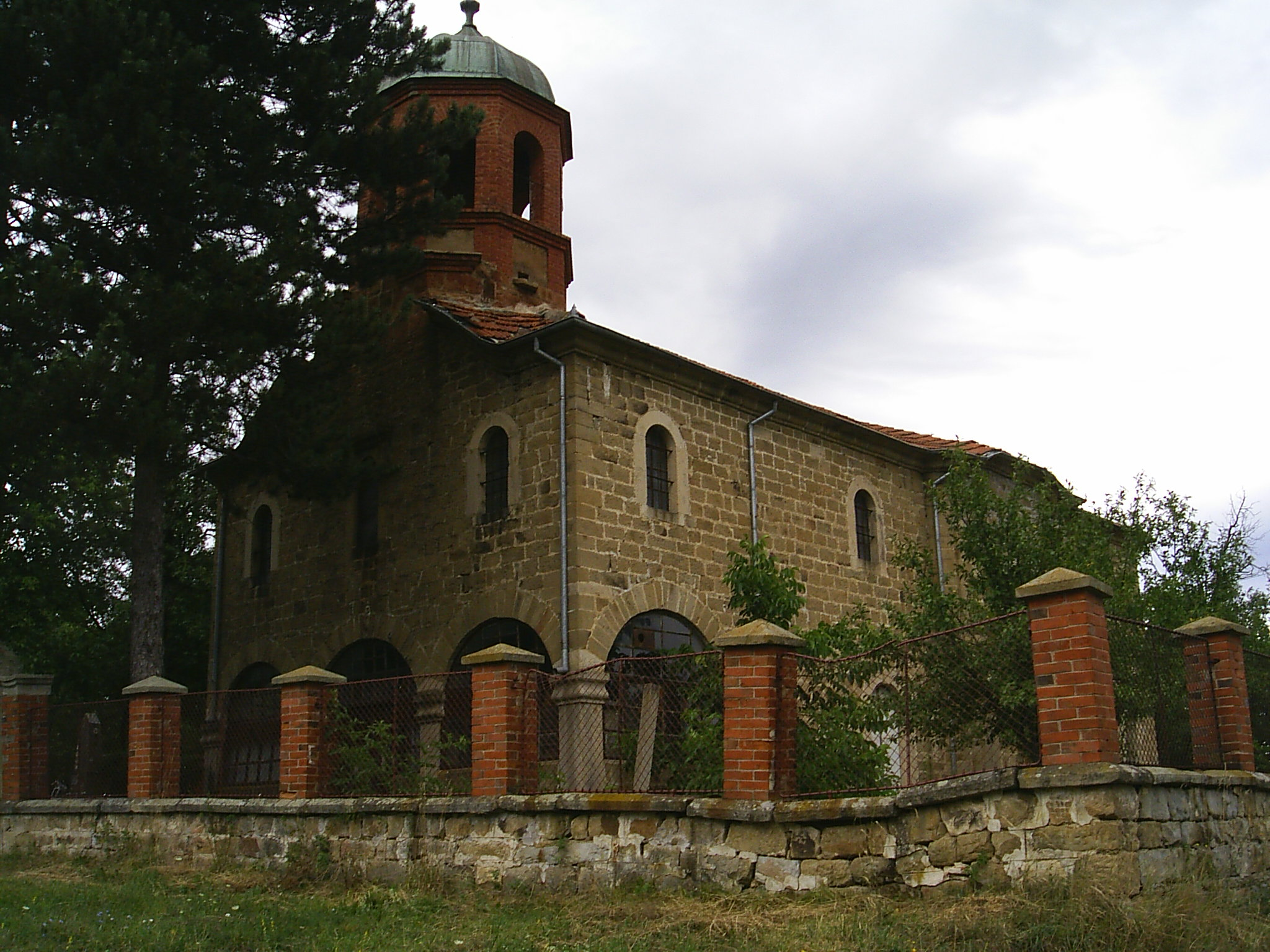
Церковь "Св. Великомученика Димитрия"
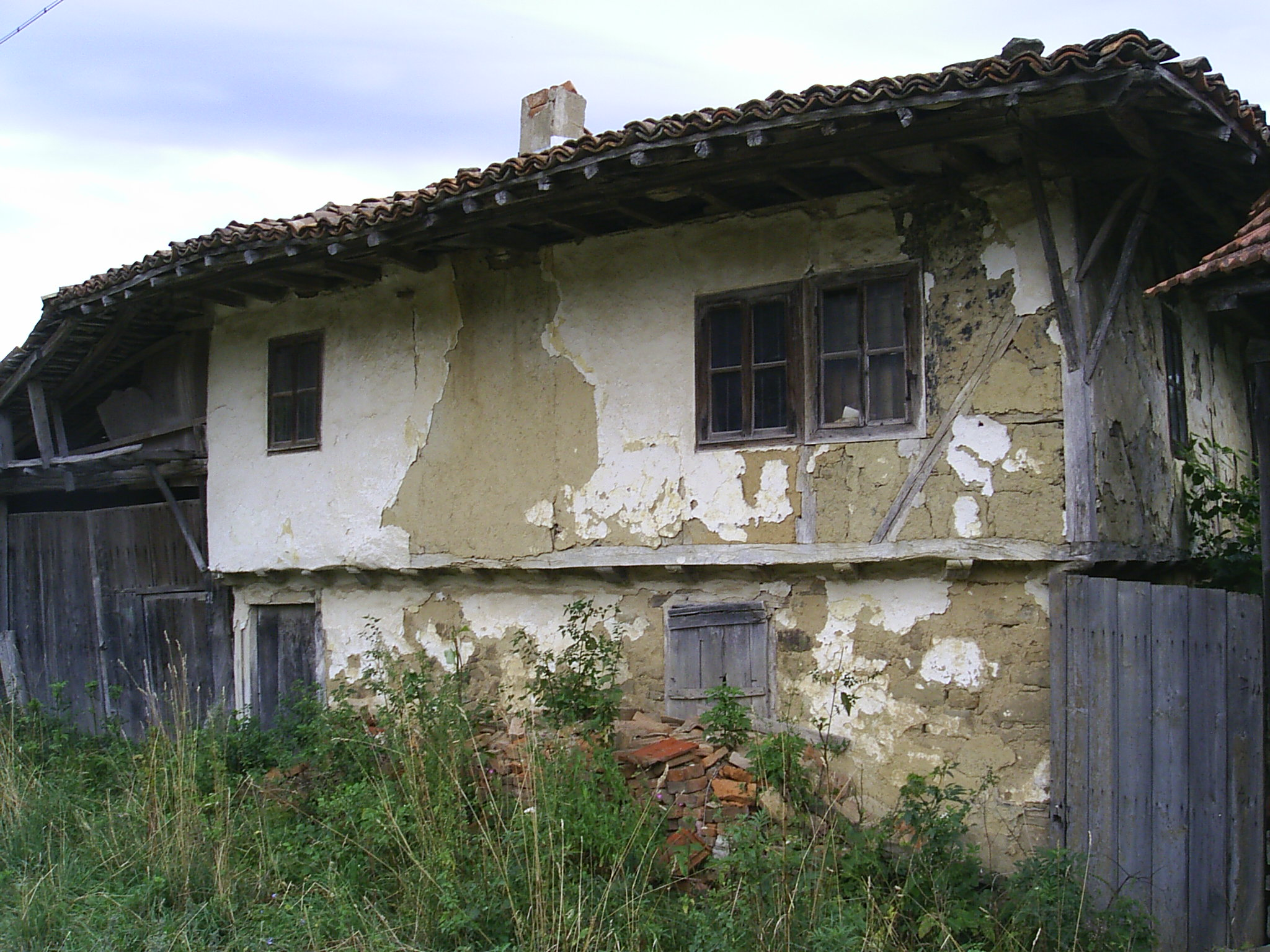